# 1993年柬埔寨大選
1993年柬埔寨大選於1993年5月23日至28日由負責在大選期間和大選後一段時間在柬埔寨部署維和部隊的聯合國柬埔寨過渡時期權力機構（聯柬機構）舉行，是柬埔寨自1981年以來舉行的第一場選舉。大選投票率為89.56%，最終勝出大選的是贏得制憲會議120席當中58席的奉辛比克黨。

## 背景
聯柬機構是根據柬埔寨國和由奉辛比克黨、赤柬和高棉人民解放全國陣線組成、參與抗越鬥爭的柬埔寨三方抵抗力量在1991年10月簽署《1991年巴黎和平協定》而在1992年2月底成立、由聯合國領導的過渡時期行政機構，負責監督柬埔寨國和三方抵抗力量解除武裝的過程，並於1993年舉行民主選舉；聯柬機構主席一職由明石康出任，他在1992年3月15日抵達金邊。
聯合國安理會在1992年11月通過第792號決議，訂明制憲會議選舉最遲要在1993年5月進行。其後，代表柬埔寨國和三方抵抗力量的柬埔寨全國最高委員會和聯柬機構於1993年1月在北京開會，明石在會上提出在5月23日至25日舉行制憲會議選舉，獲得各方贊成。聯柬機構在大選日期確定前後一直着力為大選進行籌備工作：選舉法在1992年8月頒布，政黨的臨時登記程序也在當月開始。已申請註冊的政黨可以在當年9月開設辦事處。簽發身分證的工作已在1993年1月完成，而選民登記的工作也在當時進行。聯柬機構還在1993年2月展開了一次公民教育宣傳活動。

## 選前困難

### 遣散軍隊
聯柬機構在1992年上任後，便根據《1991年巴黎和平協定》實施第一階段停火計劃。雖然聯柬機構的人員在執行任務的過程中被赤柬阻撓，無法進入其控制區，也遇到小型駁火事件，但是第一階段停火計劃的實行仍然是比較順利的。聯柬機構隨即在1992年6月實行第二階段停火計劃，但是赤柬仍然在根據地設置路障，阻止聯合國維和部隊入內執行停火計劃，把赤柬部隊解散。時任聯合國秘書長布特羅斯·布特羅斯-蓋里在接獲關於這些事件的報告之後便以個人名義呼籲赤柬領袖喬森潘放行，令維和部隊可以進駐赤柬根據地，進行遣散軍隊的工作。赤柬眾領袖的回應是要求由以諾羅敦·西哈努克為首的柬埔寨全國最高委員會接手處理當地日常行政事務，他們又聲稱越南持續在柬埔寨駐軍不能保證軍隊遣散的工作能夠進行。由於赤柬堅拒參與遣散軍隊的工作，所以西哈努克便呼籲聯柬機構孤立赤柬，使之不能參與往後的和平進程。赤柬在當年11月被聯合國安理會按照第792號決議制裁，並於翌年4月退出柬埔寨的和平進程。
柬埔寨人民武裝力量、西哈努克民族軍（俗稱奉辛比克軍）和高棉人民民族解放陣線也沒有嚴格按照停火計劃控制武器和彈藥的數量。這些部隊都參加了部隊集結，解除武裝，不過被解除武裝的士兵都是年少、未經訓練的新兵，而向維和部隊隊員遞交的武器也已經廢而不用。。這些因素和赤柬與柬埔寨國政府之間的意見分歧使得第二階段停火計劃難以推行。聯柬機構在赤柬持續抵制復員行動之際決定在1992年9月暫停令5萬名來自柬埔寨人民武裝力量、西哈努克民族軍和高棉人民民族解放陣線的士兵解除武裝的停火計劃。

### 暴力襲擊
赤柬自1992年4月起開始對當地越南裔平民展開連串攻擊，並以當地有越南士兵偽裝成平民為由為襲擊辯護。赤柬在1993年3月在暹粒省宗克尼漂流村發動以越南裔平民為襲擊目標、規模最大的一次襲擊，殺死124名越南裔平民。雖然赤柬在發動襲擊之前曾經暗示他們會這樣做，不過柬埔寨國沒有調派軍兵，聯柬機構也沒有調派維和部隊。襲擊消息見報後一個月內（1993年4月），柬埔寨約有2萬名越南人聞訊到越南逃命。
柬埔寨人民武裝力量也自1992年11月起發動夜間襲擊，投擲手榴彈、發射火箭，秘密襲擊奉辛比克黨和佛教自由民主黨的辦事處。這類襲擊的次數在1993年1月時曾一度減少，不過到了當年3月又回升，升勢直至1993年5月大選舉行前夕才告一段落。截至1993年5月，因此遇害或受傷的政治工作者約有200人。

## 選舉過程與結果
這次選舉在1993年5月23日至28日期間舉行，是自1981年柬埔寨人民共和國舉行國會大選以來當地首場選舉，也是自1970年代以來柬埔寨首場多黨選舉。聯柬機構在1993年2月宣布合資格參選的政黨共有20個，當中規模較大的政黨包括信奉民族主義，由諾羅敦·拉那烈親王領導的奉辛比克黨、前柬埔寨人民共和國和柬埔寨國的執政黨柬埔寨人民黨和前身為高棉人民民族解放陣線的佛教自由民主黨；至於由赤柬成立的「柬埔寨民族團結黨」，則聲稱監督越南撤軍和由柬最高委員會掌權這兩個問題尚未解決，而柬埔寨也沒有中立的政治環境，因而拒絕參與大選和承認選舉結果。大選前的競選活動按照聯合國安理會決議案的規定於4月7日展開，已登記政黨可以在此期間召開公眾集會，以爭取選民支持。
本次大選1450個票站分佈在全國21個省份；為了降低成本，投票站大都設於學校校舍或佛塔。5萬名柬埔寨人和900名國際義工在大選中擔任工作人員，另外還有1400名聯合國人員擔任票站觀察員。大選在5月23日至28日期間舉行，在大選中投票的選民人數達420萬人。點票工作在5月29日開始，在6月10日結束。最終，奉辛比克黨出乎意料，贏得制憲議會58個議席，人民黨緊隨其後，奪得51席，佛教自由民主黨贏得10個議席，高棉爭取自由民族解放運動則獲得1席。宣布選舉結果的是明石康，而聯合國安全理事會則通過安理會第840號決議，認可這次選舉的結果。
| 政黨                     | 得票      | 得票率（%） | 席位 |
| ------------------------ | --------- | ----------- | ---- |
| 奉辛比克黨               | 1,824,188 | 45.5        | 58   |
| 柬埔寨人民黨             | 1,533,471 | 38.2        | 51   |
| 佛教自由民主黨           | 152,764   | 3.8         | 10   |
| 自由民主黨               | 62,698    | 1.6         | 0    |
| 高棉爭取自由民族解放運動 | 55,107    | 1.4         | 1    |
| 高棉中立黨               | 48,113    | 1.2         | 0    |
| 民主党                   | 41,799    | 1.0         | 0    |
| 柬埔寨自由獨立民主黨     | 37,474    | 0.9         | 0    |
| 自由共和黨               | 31,348    | 0.8         | 0    |
| 自由和解黨               | 29,738    | 0.7         | 0    |
| 柬埔寨復興黨             | 28,071    | 0.7         | 0    |
| 共和聯合黨               | 27,680    | 0.7         | 0    |
| 高棉國民大會黨           | 25,751    | 0.6         | 0    |
| 柬埔寨中立民主黨         | 24,394    | 0.6         | 0    |
| 高棉農民自由民主黨       | 20,776    | 0.5         | 0    |
| 自由發展共和黨           | 20,425    | 0.5         | 0    |
| 國民團結大會             | 14,569    | 0.4         | 0    |
| 民主發展行動             | 13,914    | 0.4         | 0    |
| 共和民主高棉黨           | 11,524    | 0.3         | 0    |
| 國民高棉黨               | 7,827     | 0.2         | 0    |
| 無效票、空白票           | 255,561   | –           | –    |
| 總計                     | 4,267,192 | 100         | 120  |
| 登記選民、投票率         | 4,764,618 | 89.56       | –    |
| 來源：Nohlen et al.      |           |             |      |

## 後續事件
1993年5月31日，人民黨向明石提交一份投訴案，投訴大選過程中出現了不法行為。當明石駁回人民黨的投訴，人民黨領袖洪森和謝辛便提議西哈努克以柬埔寨國家元首的身份全面掌政。西哈努克接受了這個提議，並在6月3日發表一份聲明，表示他會應奉辛比克黨和人民黨代表的提請組建民族政府出任柬埔寨國家元首。政府各部設部長兩人，並由奉辛比克黨和人民黨各自推舉一人擔任。然而，包括奉辛比克黨主席拉那烈在內的部分奉辛比克黨黨員和美國、英國、澳洲、中國等數個國家都反對這個提議。當中，美國指控西哈努克的倡議違反了大選的精神，也違反了巴黎和平協定列明的條款。結果西哈努克便在翌日擱置組建民族政府、自己重新執政的倡議。
一星期後，洪森在6月10日宣布時任副總理諾羅敦·夏卡朋和時任內政部長辛松已經把該國東部7個接壤越南的省份從柬埔寨分裂出來。洪森在公然支持分裂企圖這方面有所避忌，但是他卻指控聯合國營造選舉舞弊現象，令人民黨在大選中落敗。夏卡朋和辛松在東部七省襲擊奉辛比克黨和佛教自由民主黨的辦事處，並下令要求聯柬機構的官員離開由他們控制的省份；這些行徑受到明石譴責。6月14日，緊急國民議會會議召開，批准組建民族政府，並推舉西哈努克重新擔任國家元首，而拉那烈和洪森則雙雙獲委任為首相，擁有同等的行政權。洪森致函明石，宣示自己對聯柬機構臨時統治的支持，而夏卡朋和辛松也放棄分裂國土的計劃。西哈努克在隨後三個月領導臨時政府，直至9月21日辭職為止。在此期間，制憲會議各黨派之間藉着協商開展憲法的起草工作，最終憲法起草委員會提出了兩部憲法草案：旨在建立多黨民主制度的憲法草案和旨在恢復君主立憲制的憲法草案。西哈努克以制憲議會各黨贊成恢復君主立憲制為由，屬意後一種方案。他最後在1993年9月24日在新憲法上簽署，並重新登基，成為柬埔寨國王。

## 腳註
1. 1 2  UN Security Council Practices and Charter Research Branch 1995，第598頁
2. 1 2  Widyono 2008，第124頁
3. 1 2  Widyono 2008，第35頁
4. 1 2  Widyono 2008，第5頁
5. 1 2 3 4  李晨阳 et al. 2010，第103頁
6. 1 2 3 4 5  佘春樹 2012，第100-101頁
7. 1 2 3 4 5  李晨阳 et al. 2010，第104頁
8. ↑  Widyono 2008，第95頁
9. ↑  Widyono 2008，第116頁
10. ↑  Widyono 2008，第115頁
11. ↑  Widyono 2008，第117頁
12. ↑  Widyono 2008，第77頁
13. ↑  Widyono 2008，第84-85頁
14. 1 2 3  佘春樹 2012，第102-103頁
15. ↑  Widyono 2008，第76頁
16. ↑  Widyono 2008，第78頁
17. ↑  Kiernan 1992
18. ↑  Heder & Ledgerwood 1995，第98頁
19. ↑  Widyono 2008，第96頁
20. ↑  Widyono 2008，第97-98頁
21. ↑  Heder & Ledgerwood 1995，第170頁
22. ↑  Heder & Ledgerwood 1995，第196頁
23. ↑  Widyono 2008，第119頁
24. ↑  李晨阳 et al. 2010，第141-143頁
25. ↑  Widyono 2008，第118頁
26. ↑  Widyono 2008，第120頁
27. 1 2  Widyono 2008，第127頁
28. 1 2 3 4  佘春樹 2012，第104-106頁
29. ↑  Nohlen, Grotz & Hartmann 2001，第70頁
30. ↑  Widyono 2008，第126頁
31. ↑  Widyono 2008，第128-129頁
32. ↑  Ker Munthit 1993
33. ↑  Widyono 2008，第130頁

### 書籍
- Heder, Stepher R.; Ledgerwood, Julie. . M.E. Sharpe. 1995. ISBN 0765631741.
- Nohlen, Dieter; Grotz, Florian; Hartmann, Christof. . Oxford University Press. 2001. ISBN 0-19-924959-8.
- Widyono, Benny. . Rowman & Littlefield. 2008. ISBN 0742555534.
- 李晨阳; 瞿健文; 卢光盛; 韦德星. . 列国志 第2版. 北京: 社会科学文献出版社. 2010-06. ISBN 978-7-5097-1469-0.
- 佘春樹. . 認識亞洲系列 第二版. 香港: 香港城市大學出版社. 2012-07. ISBN 978-962-937-187-6.

### 報告
- UN Security Council Practices and Charter Research Branch.  (PDF). Modern Asian Studies (United Nations Security Council). 1995: 596–612  [2015-03-13]. （原始内容存档 (PDF)于2020-11-04）.

### 新聞報導
- Ker Munthit. . Phnom Penh Post. 1993-06-18  [2015-03-12]. （原始内容存档于2020-11-28）.
- Kiernan, Ben. . Phnom Penh Post. 1992-11-20  [2015-03-08]. （原始内容存档于2020-11-15）.